# Dolní Stakory
Dolní Stakory é uma comuna checa localizada na região da Boêmia Central, distrito de Mladá Boleslav.